# 송오균
송오균(宋五均, 1892년 2월 28일~1970년 6월 20일)은 미국에서 활동한 한국 독립운동가이다. 1926년부터 1945년까지 미국의 최대 한인 이민 정치 조직인 대한인국민회에서 주요직을 맡으며 활동했다.
1970년 송오균이 사망한 후, 한국 신문인 신한민보는 그의 수십 년간의 대한인국민회에서의 활동에 경의를 표했으며,

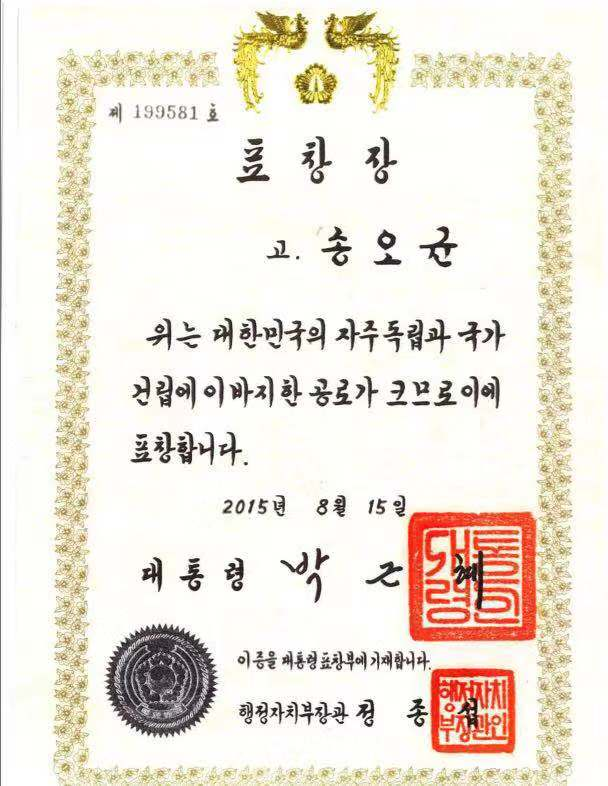

그는 광복 70주년이 되는 2015년에 국익에 기여한 공로로 대한민국으로부터 대통령 표창장을 추서 받았다. 이후 2019년 1월 18일 로스앤젤레스 대한민국 총영사관에서 열린 시상식에서 공식적으로 수상자로 선정됐다.

## 같이 보기
- 한국의 역사
- 한국의 독립운동
- 대한인국민회
- 신한민보
- 송이균

## 참고 자료
- 국민회 제十九대 의회 [The 19th People’s Congress].(1928 Jan. 12) The New Korea, no.1060. Retrieved from http://db.history.go.kr/item/imageViewer.do?levelId=npsh_1928_01_12_v0001_0010
- 차이나선편에 새로 건너온 동포, 남녀 동포 26인[26 Men and Women Arrive from China].(1916, Oct 5), The New Korea, no.413. Retrieved from http://db.history.go.kr/item/imageViewer.do?levelId=npsh_1916_10_05_v0003_0110
- 중상 회록 초록. (1944 Feb. 24), The New Korea, no. 1874. Retrieved from http://db.history.go.kr/item/imageViewer.do?levelId=npsh_1944_02_24_v0001_0020
- 국제부 상조부의 예비금 성산 [Ministry of International Affairs]. (1944 May, 4), The New Korea, no. 1884. Retrieved from http://db.history.go.kr/item/imageViewer.do?levelId=npsh_1944_05_04_v0001_0020
- 동포 구제금 [Korean Relief ]. (1922 Feb. 23). The New Korea, no. 781. Retrieved from http://db.history.go.kr/item/imageViewer.do?levelId=npsh_1922_02_23_v0004_0320
- Korean National Association Central and Local Officers (1944), Retrieved from http://digitallibrary.usc.edu/cdm/compoundobject/collection/p15799coll126/id/10827/rec/37%5B깨진+링크(과거+내용+찾기)%5D
- 빌셔와 안장 [Song Oh-Kyun Laid to Rest in Wilshire]. (1970 Feb 26) The New Korea, no.3131. Retrieved from http://digitallibrary.usc.edu/cdm/compoundobject/collection/p15799coll43/id/17629/rec/37 보관됨 2018-09-18 - 웨이백 머신
- “독립유공자” [Independence Patriots]. 《Ministry of Patriots and Veterans Affairs》. 2015. 2018년 8월 16일에 확인함.
- 미주 독립유공자 고 송오균 선생 훈포장 전수식 열려. (2019 Jan 18) Radio Korea News. Retrieved from https://www.radiokorea.com/news/article.php?uid=305914
- “송오균”. 《Encyclopedia of Overseas Korean Culture》. 2020년 11월 21일에 확인함.
- 애국 충정의 그 이름, 잊지 않겠습니다.(2019 Aug. 15) The Korea Daily. Retrieved from http://www.koreadaily.com/news/read.asp?art_id=7514390%5B깨진+링크(과거+내용+찾기)%5D